# Parque Botánico Deau
El Parque Botánico Deau (en francés:Parc botanique Deau) es un jardín botánico y arboreto de 2 hectáreas de extensión de propiedad privada, que se ubica en los terrenos de la casa solariega de "Domaine du Chaillaud", Saint-André-de-Lidon, Charente-Maritime, Poitou-Charentes, France-Francia. 

## Localización
Parc botanique Deau, Saint-André-de-Lidon, département du  Charente-Maritime, Poitou-Charentes, France-Francia.
Planos y vistas satelitales.45°35′58″N 0°44′55″O / 45.59944, -0.74861
Está abierto a diario. Se cobra una tarifa de entrada.

## Historia
El jardín botánico fue establecido en 1984, cuando Colette Deau heredó la casa familiar.

## Colecciones
Actualmente alberga más de 600 variedades de árboles, arbustos, plantas perennes, rosas, cactus, suculentas, y verduras que se exhiben en un jardín de estilo inglés con un pequeño puente, una fuente, cascada y lago. 
Las diferentes zonas incluyen: 
- Un antiguo jardín de verduras
- Un jardín japonés
- Una rosaleda

Su colección de árboles incluye, Betula, Acer griseum, Albizia, Cedrus, Cornus kousa, Ginkgo, Koelreuteria, Liquidambar, Liriodendron, Magnolia, Parrotia, Quercus, Salix, Sequoia, y palmmeras. 